# Station Breteil
Station Breteil is een spoorweghalte in de Franse gemeente Breteil. Zij wordt bediend door treinen van het netwerk TER Bretagne op het traject Rennes - Saint-Brieuc.